# Морките, Грета
Грета Морките (лит. Greta Morkytė; род. 27 марта 1999, Шяуляй) — литовская фигуристка. Она является чемпионом Литвы 2018 года и бронзовым призёром национального первенства 2019 года.

## Карьера
Первый тренер —  Томас Катукевичюс, чемпион Литвы 2001 года. Ныне сотрудничает со специалистами Андреем  Бровенко и Романом Пантелеевым. Её хореограф — бывшая латвийская фигуристка Юлия Теплых. Живёт и тренируется в Елгаве и Вентспилсе. После успешного выступления на чемпионате страны 2018 года должна была представлять Литву на континентальном первенстве, но позднее решением местной федерации была переведена в ряд запасных. Её место в итоге заняла Элжбета Кропа, оказавшаяся на  22-й позиции.

## Личная жизнь
Не замужем. В свободное время увлекается  музыкой и  рисованием.